# Koinon
A koinon (ógörög κοινόν, többes számban koina / κοινά; jelentése: közösség, államközösség) vagy városszövetség az ókori Görögországban és a hellenisztikus világban a poliszok szintje fölött álló önkormányzati forma, jellemzően több polisz tartós szövetségéből létrejött, közös politikai, katonai és nemegyszer gazdasági intézményrendszerrel rendelkező föderatív államalakulat volt.
Az i. e. 8. század közepétől a Fekete-tenger partvidékétől az égei régión keresztül az Adria medencéjéig több száz, saját etnikai tudattal és kultusszal rendelkező városállam jött létre. A közös etnikai eredettel és vallási kultusszal rendelkező közösségek már a poliszok létrejötte előtt, de azután is ún. amphiktüoniákba szerveződhettek, amelyek összetartó ereje a közös kultusz központi szentélye volt. Legnevezetesebb példája a delphoi amphiktüonia szövetsége, amelynek központja előbb a thermopülai Artemisz-, majd a delphoi Apollón-szentély volt. Emellett azonban a gazdasági és politikai fenntarthatóságukkal küszködő poliszok idővel politikai és katonai szövetségekre is léptek egymással. Ezek egyfelől lehettek időszakos, a meghatározott cél elérése után felbomló együttműködések, de megjelentek a tartós, a városállamok konföderatív szövetségével létrehozott városszövetségek, a szümmakhiák és a koinonok is. A kizárólag a katonai együttműködés céljával létrejött legkorábbi szümmakhiák az i. e. 7–6. században alakultak meg (Peloponnészoszi Szövetség, Déloszi Szövetség). A görög városállamok i. e. 5–3. századi társadalmi-politikai válsága, a külső és belső háborúkban megrendült gazdasági teljesítmény aztán nagy tömegben hívta életre, illetve erősítette meg a koinonokat, a több városállamot összefogó politikai, gazdasági és katonai föderatív államalakulatokat. Többnyire a koinonok is etnikai alapon jöttek létre, ami többnyire államalakulataik elnevezésében is visszaköszönt (ión, boiót stb.). Közülük a legnevezetesebbek a Ión, a Boiót, a Phókiszi, az Akarnaniai, a Khalkidikéi, az Árkádiai, az Épeiroszi, a Thesszáliai, az Aitól és az Akháj Szövetség voltak. A hellenisztikus korban a hódításait gyarapító Római Birodalom terjeszkedésében vagy éppen annak megakadályozásában fontos szerepet játszott az Aitól Szövetség és az Akháj Szövetség.
A koinont alkotó poliszok vagy egyéb települések, régiók továbbra is megtartották önrendelkezési formáikat és intézményeiket, de jogaik és kötelezettségeik is azonosak voltak. A koinon szintjén is létrehozták tanácsukat, magisztrátusukat és bíróságukat, közös hadsereggel rendelkeztek és közös pénzt vertek. A városállamok lakosságuk arányában delegáltak tanácstagokat a koinon gyűléseire, ahol a közös külpolitikát, hadügyeket érintő kérdések dőltek el, illetve a föderáció valamennyi tagjára érvényes közjogi törvényeket is itt hozták meg. Ugyanakkor ismertek koinonok, amelyek együttműködése ennél lazább szervezeti kerettel járt. Az i. e. 3. században alakult Krétai Szövetség városállamainak például csupán a bírósága volt közös, és annak is elsődleges feladata a tagállamok közötti határviták rendezése volt.
A római uralom időszakában a koinon jelentése megváltozott, és az egyes provinciákon belüli városok együttműködésének szervezeti kereteit takarta, amely jórészt kimerült a császárkultuszt ápoló gyűlések (görög szünedrion, latin concilium) tartásában.